# トレ・ヴィッレ
トレ・ヴィッレ（イタリア語: Tre Ville）は、イタリア共和国トレンティーノ＝アルト・アディジェ州トレント自治県にある、人口約1,400人の基礎自治体（コムーネ）。
2016年1月1日にモンターニェ、プレオーレとラーゴリが合併して発足した。

## 地理

### 位置・広がり

#### 隣接コムーネ
隣接するコムーネは以下の通り。
- ボチェナーゴ
- ボルゴ・ラーレス (ボルベーノ、ズクロ)
- コマーノ・テルメ (ブレッジョ・インフェリオーレ)
- ディマーロ・フォルガリダ (ディマーロ)
- モルヴェーノ
- ペルーゴ
- ピンツォーロ
- ポルテ・ディ・レンデーナ (ダレ、ヴィーゴ・レンデーナ、ヴィッラ・レンデーナ)
- サン・ロレンツォ・ドルシーノ (サン・ロレンツォ・イン・バナーレ)
- スピアッツォ
- ステーニコ
- ティオーネ・ディ・トレント
- ヴィッレ・ダナウニア (トゥエンノ)

## 行政

### 分離集落
トレ・ヴィッレには、以下の分離集落（フラツィオーネ）がある。
- Binio, Coltura, Cort, Irone, Larzana, Palù di Madonna di Campiglio, Pez, Preore, Ragoli (sede comunale)